# Lauren-Marie Taylor
Lauren-Marie Taylor seudónimo de Lauren Schwartz (1 de noviembre de 1961, El Bronx, Nueva York, Estados Unidos) es una actriz estadounidense.

## Carrera
Lauren-Marie Taylor es conocida por su papel en la película de terror Friday the 13th Part 2 en 1981. También actuó en la película de comedia Neighbors en 1981. En 1984 actuó en la película de terror  Girls Nite Out. Lauren ha participado en telenovelas como Ryan's Hope durante 1980 a 1981 y en la telenovela Loving durante 1983 a 1995. En 1996 fue la conductora televisiva de un programa llamado Handmade by Design. En el año 2006 apareció como invitada en el programa My first time. En el año 2009 apareció en el documental His Name Was Jason: 30 Years of Friday the 13th.

## Vida personal
- En 1983 se casó con el actor John Didrichsen con el cual tiene dos hijas gemelas, Olivia y Katherine que nacieron en 1986 y un hijo llamado Wesley.

## Curiosidades
- En la preparatoria fue amiga de la actriz Ally Sheedy.

## Filmografía

### Películas
- The Cracker Brothers (1985)
- Girls Nite Out (1984) .... Sheila Robinson
- Neighbors (1981) .... Elaine Keese
- Friday the 13th Part 2 (1981) .... Vicky
- In a Violent Nature (2024) .... The Woman[1]

### Series de televisión
- Loving .... Stacey Donovan (1983-1995)
- Ryan's Hope .... Eleanor Skofield (3 episodios, 1980-1981)

### Programas de televisión
- My First Time .... Ella Misma (1 episodio: Soap Opera Starts, 2006)
- Handmade by Design (1996) TV series .... Conductora

### Documentales
- His Name Was Jason: 30 Years of Friday the 13th (2009)
- Crystal Lake Memories: The Complete History of Friday the 13th (2013)